# Bad Kötzting
Bad Kötzting est une ville d’Allemagne située dans l’est du Land de Bavière, à la frontière de la République tchèque dans l’arrondissement de Cham, à environ 100 kilomètres de Ratisbonne.

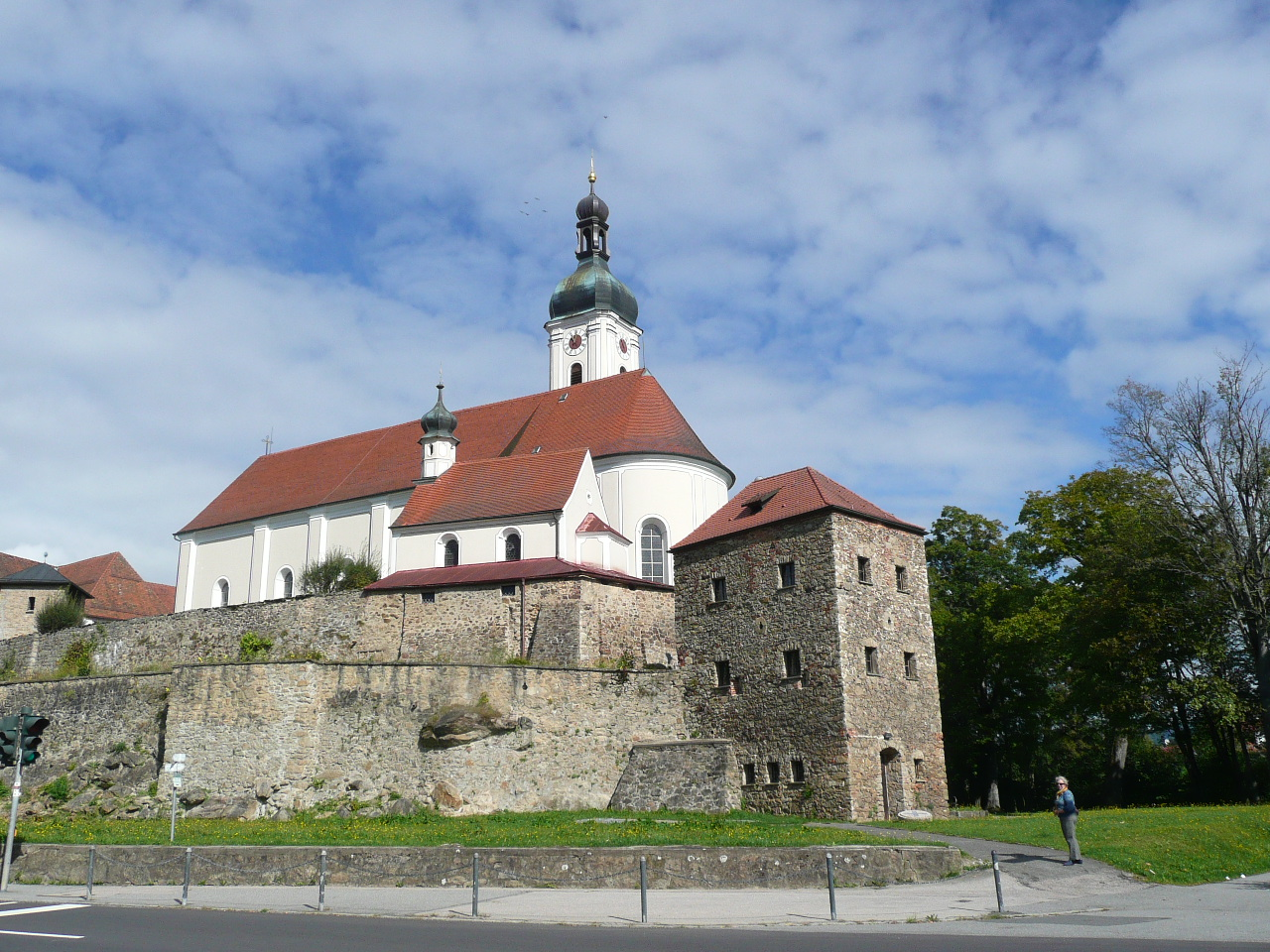
L'église et ses fortifications

## Municipalité
La commune de Bad Kötzting englobe 51 villages y compris celui de Bad Kötzling. Ce sont:
Ammermühle, Arndorf, Bachmaierholz, Bad Kötzting, Bärndorf, Beckendorf, Berghäusl, Bonried, Buchberg bei Steinbühl, Buchberg bei Wettzell, Dachsenbühl, Fischerhof, Gadsdorf, Gehstorf, Gradis, Grub, Hafenberg, Haus, Hausermühle, Himmelreich, Hofern, Höfing, Hofmannsgütl, Kaitersbach, Kammern, Kieslau, Klobighof, Leckern, Liebenstein, Ludwigsberg, Maiberg, Matzelsdorf, Niesassen, Ramsried, Regenstein, Reitenberg, Reitenstein, Ried am Haidstein, Ried am See, Riedersfurt, Sackenried, Sperlhammer, Steinbühl, Stockmühle, Traidersdorf, Waid, Weissenholz, Weissenregen, Wettzell, Wölkersdorf et Zelterndorf.

## Histoire
Bad Kötzting a été mentionnée pour la première fois dans les documents en 1085 sous le nom de Chostingen et obtient ses privilèges de marché en 1260 qui sont confirmés en 1344 par Louis le Bavarois.
Le village de Kötzting est entièrement brûlé par les Suédois en 1633 pendant la Guerre de Trente Ans; d'autres affrontements ont lieu en 1635 et 1640. Kötzting devient paroisse à part entière en 1805 et accède au statut de ville en 1953. Elle est reconnue comme station climatique en 1986 et change son nom en 2005 en Bad Kötzting à cause de ses bains.

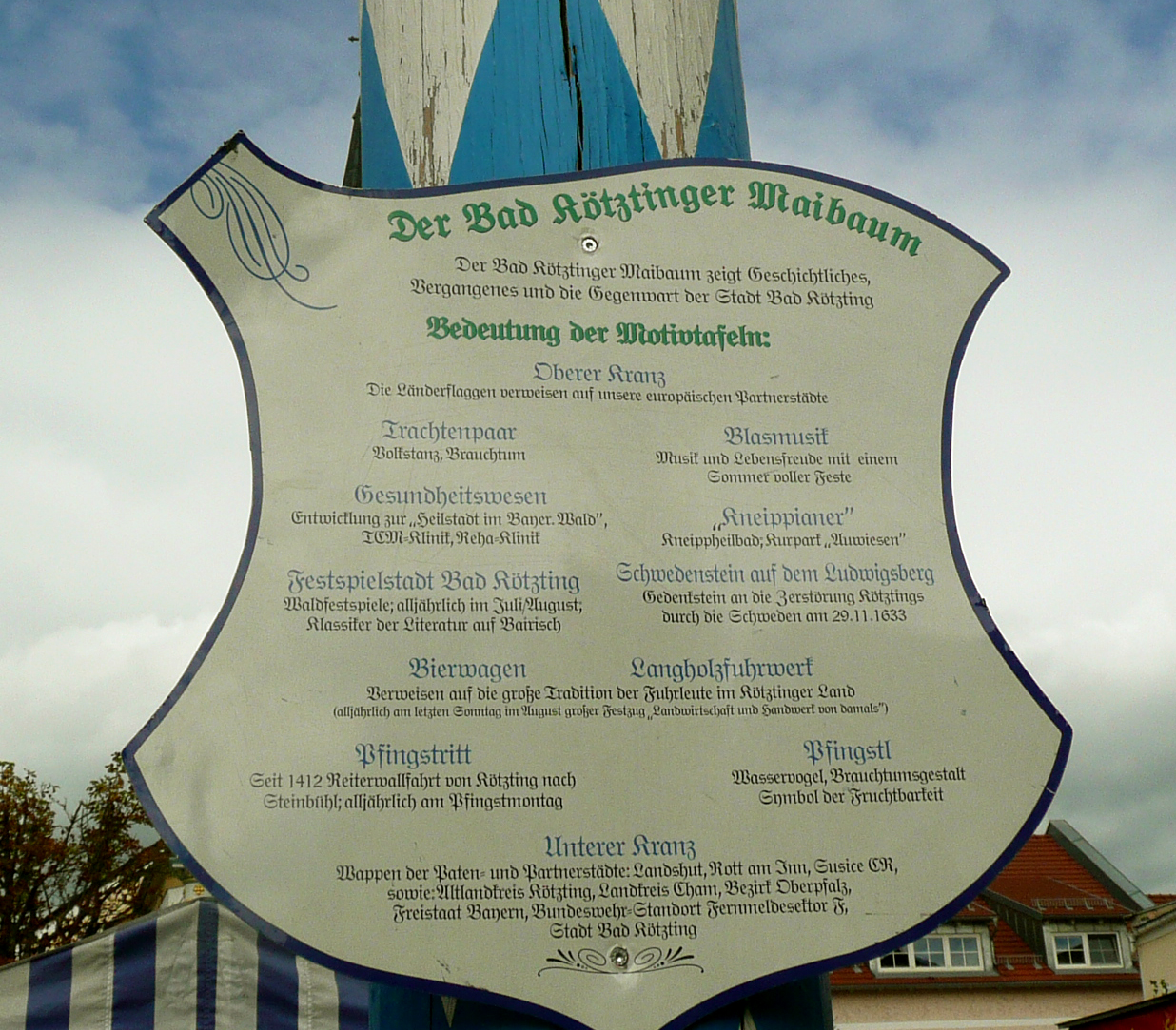
Le Maibaum cite la Schwedenstein - L'incendie du village par l'armée de Suède le 29-11-1633

## Pèlerinage équestre

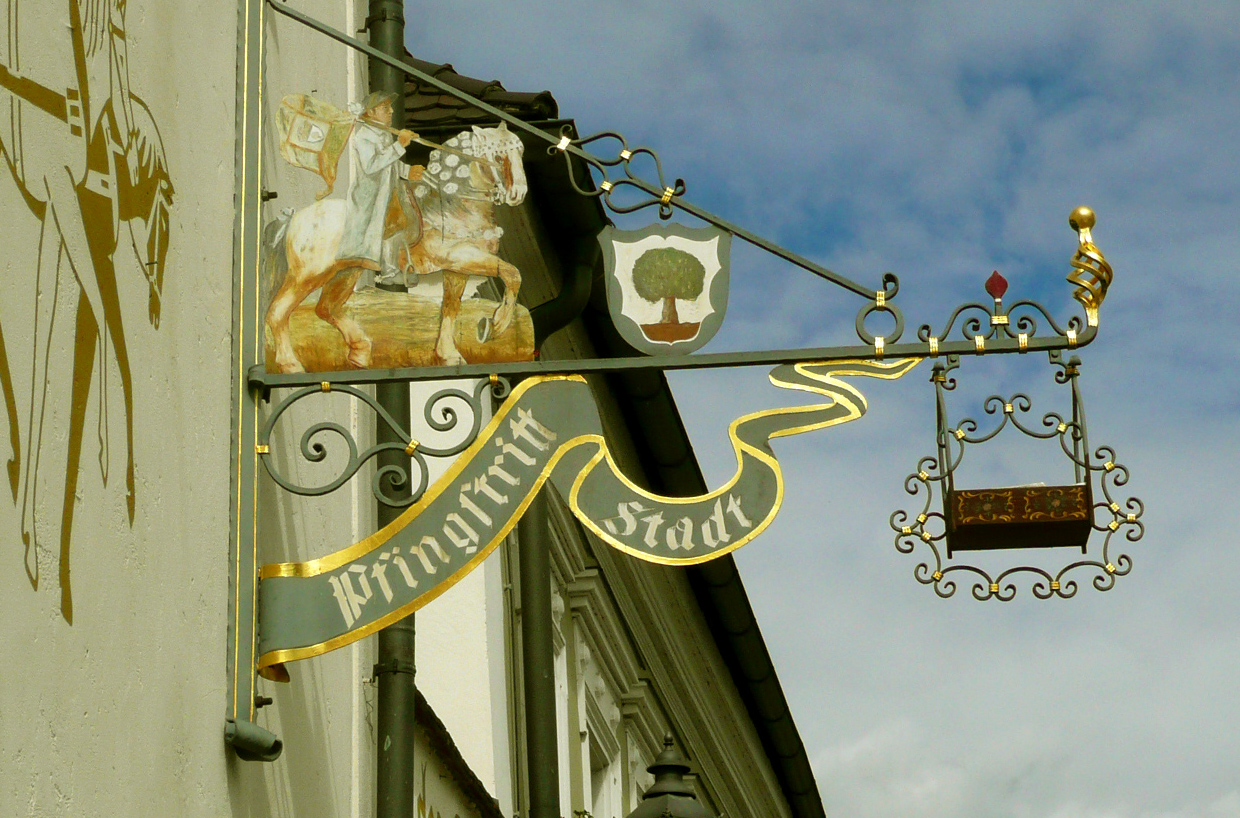
Enseigne historique "Pfingstrittstadt"
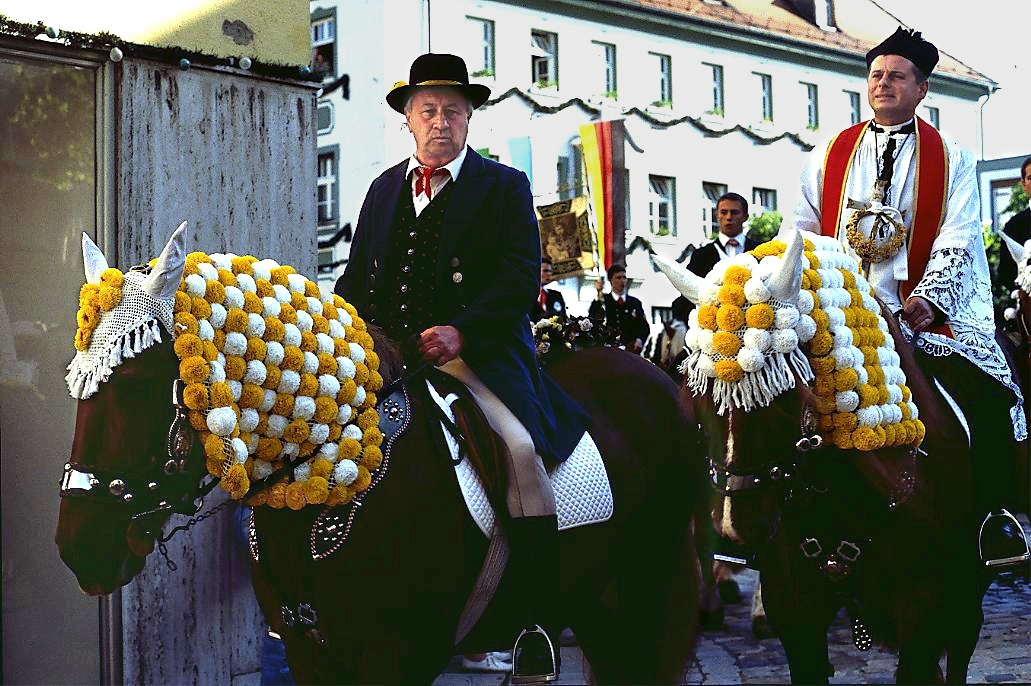
Le célébrant est également à cheval
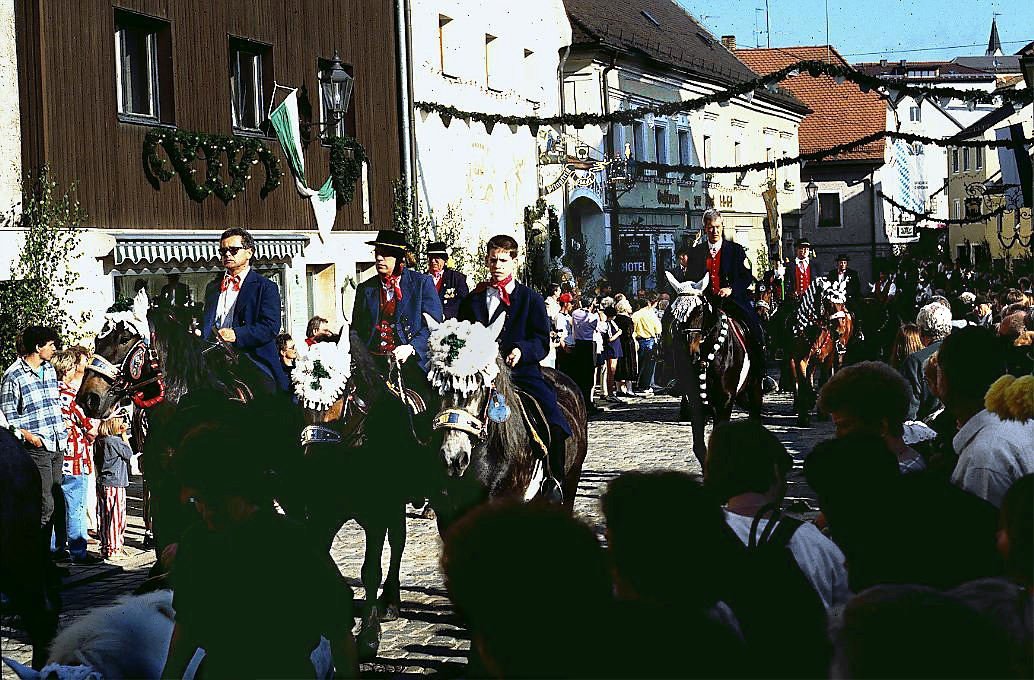
Les différentes générations se côtoient au pèlerinage de la Pentecôte

La ville est connue dans toute la Bavière pour son pèlerinage du lundi de la Pentecôte qui a lieu à cheval et rassemble chaque année environ un millier de chevaux somptueusement ornés et des dizaines de milliers de fidèles, avec des bannières de procession, ce qui en fait le pèlerinage équestre le plus important d'Europe. Le prêtre lui-même est à cheval suivi des enfants de chœur, du sacristain; d'autres fidèles suivent en chars décorés, au son des différentes fanfares. Les cavaliers sont vêtus en costumes traditionnels bavarois. Le pèlerinage, qui existe depuis 1412, démarre à l'église de Kötzting, jusqu'à l'église de Steinbühl. Il rappelle comment un prêtre a pu donner les derniers sacrements à un homme du village de Steinbühl à sept kilomètres, grâce à l'aide des garçons de Kötzting qui l'ont escorté. Quatre stations ponctuent la procession au cours desquelles ont lieu la bénédiction du Saint-Sacrement, des lectures de l'Évangile, des prières et des chants. Le pèlerinage d'aller se termine par une messe à l'église Saint-Nicolas de Steinbühl, à midi, puis, après une pause, reprend le sens inverse. Les stations sont suivies, et tout se termine par un Te Deum à Kötzting. Ensuite une traditionnelle fête de la bière et les scènes du Pfingsthochzeit (Noces de la Pentecôte), ainsi que des animations des fraternités de cavaliers ont lieu.

## Galerie

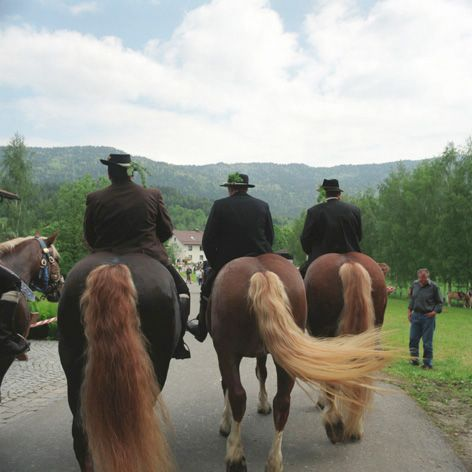
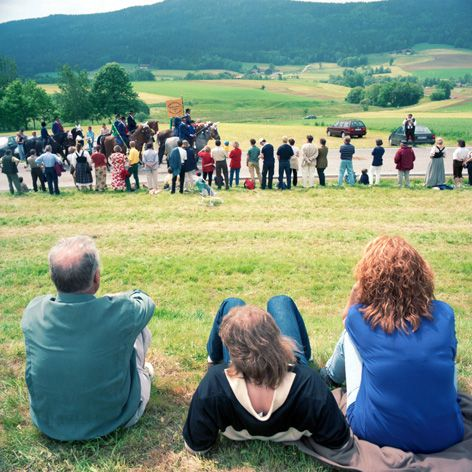
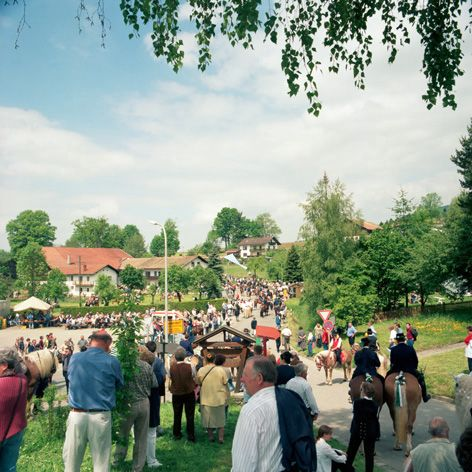
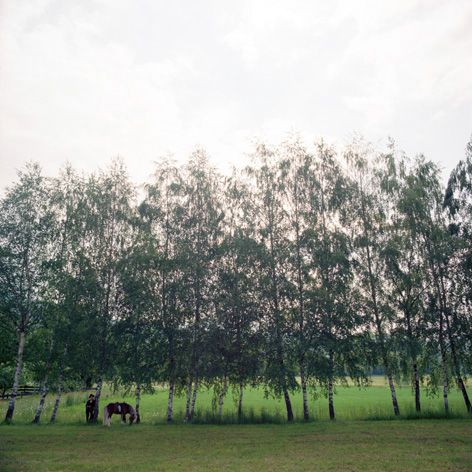

Impressions du 'Kötztinger Pfingstritt', 2001

## Architecture
- Église Notre-Dame-de-l'Assomption: mentionnée en 1179, agrandie en 1738-1739. Son chœur et son clocher datent de 1766-1769. L'intérieur est en style baroque avec une chaire de 1730 et un maître-autel de 1771.
- Château: le petit château sert depuis 1805 de cure pour la paroisse
- Chapelle Sainte-Anne: ancienne chapelle de cimetière, construite à la fin du XVIIe siècle
- Église Saint-Vitus: construite au XIIIe siècle et détruite pendant la Guerre de Trente ans, puis reconstruite. Une fontaine octogonale se trouve devant l'église appelée Marienbrunnen (fontaine Sainte-Marie) avec une colonne mariale érigée en 1903.
- L'ancienne mairie de l'époque baroque possède un carillon qui sonne tous les jours à onze heures avec des personnages figurés.
- La nouvelle mairie était l'ancienne cure de la paroisse (jusqu'en 1803, date de la sécularisation des biens de l'Église) et l'ancienne prévôté de l'abbaye de Rott. C'est aujourd'hui la mairie et le siège de l'arrondissement.
- La fontaine des bénédictins a été réalisée en 1993 et rappelle la présence des moines pendant des siècles à Kötzting.
- La fontaine du Pfingsreiter (Le cavalier pèlerin de la Pentecôte) a été érigée en 1985.
- L'église de l'Assomption de Weissenregen est une église baroque (1750-1765) et un lieu de pèlerinage. Son maître-autel et sa chaire rococo sont remarquables.

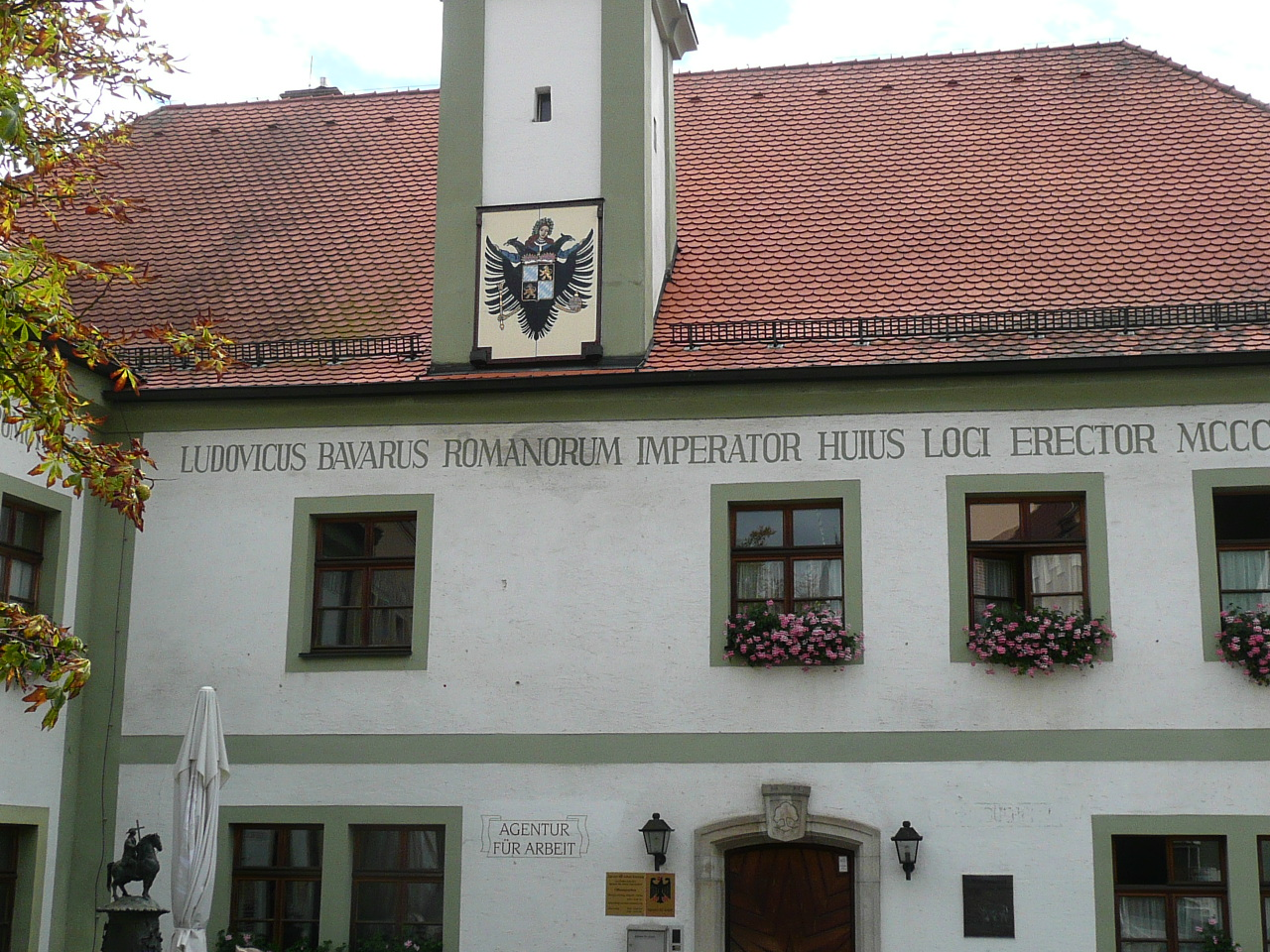
Maison ancienne avec inscription latine

## Jumelage
La ville fait partie du douzelage depuis 1991.